# Anathallis microgemma
Anathallis microgemma là một loài thực vật có hoa trong họ Lan. Loài này được (Schltr. ex Hoehne) Pridgeon & M.W.Chase mô tả khoa học đầu tiên năm 2001.